# Namur (provins)
Namur eller Namen er en provins i Vallonien og Belgien. Den grænser op til de belgiske provinser Hainaut, Vallonsk Brabant, Liège og Luxembourg. Desuden grænser provinsen op til Departement Nord i Frankrig.
Arealet er på 3664 km², og provinsen er delt ind i tre administrative distrikter (arrondissementer) med 38 kommuner.
Provinshovedstaden Namur er også hovedstad for regionen Vallonien.
50°27′51″N 4°51′42″Ø / 50.4642°N 4.8617°Ø
1. ↑  statbel.fgov.be (fra Wikidata).
2. ↑  Chiffres de la population par province et par commune, à la date du 1er janvier 2024 (fra Wikidata).